# Balatonakali
Het dorp Balatonakali ligt in Hongarije, aan de noordkant van het Balatonmeer en ligt op ong. 15 km ten westen van Balatonfüred.
Balatonakali maakt nog een dorpse indruk en heeft een evangelische kerk in laat-barokstijl. In de Kossuth utca staan de meeste boerenwoningen op de monumentenlijst.
De noordkant van het Balatonmeer ligt bijna overal bezaaid met stenen, waar het toch moeilijk is om in het water te gaan. Daarom staan er regelmatig steigers met een trap opgesteld, om de baders gemakkelijker in het meer te begeven.